# Tamo Tramitz
Tamo Tramitz (* 2005) ist ein deutscher Schauspieler.

## Leben
Tramitz ist ein Sohn des Schauspielers Christian Tramitz aus dessen zweiter Ehe. 
Sein Filmdebüt gab er 2016 unter der Regie von Oliver Mielke in dem Spielfilm Von oben nach unten in der Nebenrolle des Ben Weiler. 
2022 spielte er in der ARD-Fernsehserie Hubert ohne Staller an der Seite seines Vaters in der Episode Der Erlkönig den Schülerreporter Tom Burgmüller, der entscheidend zur Aufklärung des Falles beiträgt.

## Filmografie
- 2016: Von oben nach unten (Regie: Oliver Mielke)
- 2018: Les Misérables (britische Miniserie)
- 2022: Hubert ohne Staller, Folge: Der Erlkönig